# Grand Prix SAR La Princesse Lalla Meryem 2001
Grand Prix SAR La Princesse Lalla Meryem 2001 — жіночий тенісний турнір, що проходив на відкритих кортах з ґрунтовим покриттям у Касабланці (Марокко). Належав до турнірів 5-ї категорії в рамках Туру WTA 2001. Відбувсь уперше і тривав з 23 до 29 липня 2001 року. Несіяна Жофія Губачі здобула титул в одиночному розряді й отримала 16 тис. доларів США.

## Фінальна частина

### Одиночний розряд
Жофія Губачі —  Марія Елена Камерін 1–6, 6–3, 7–6(7–5)
- Для Губачі це був єдиний титул в одиночному розряді за кар'єру.

### Парний розряд
Любомира Бачева /  Оса Карлссон —  Марія Хосе Мартінес Санчес /  Марія Емілія Салерні 6–3, 6–7(4–7), 6–1